# جيسون باريلو
جيسون باريلو (بالإنجليزية: Jason Parillo؛ مواليد 11 يوليو 1974) هو مُقاتل فنون قتالية مختلطة أمريكي.

## وصلات خارجية
- جيسون باريلو على موقع بوكس ريك (الإنجليزية) (registration required)
- جيسون باريلو على موقع IMDb (الإنجليزية)